# Supergrass Is 10
Albums de Supergrass
Life on Other Planets
(2002) Road to Rouen
(2005)
Supergrass Is Ten: The Best of Supergrass 1994-2004 est une compilation du groupe de britpop anglais Supergrass. Comme son nom l'indique, cet album est une compilation des dix premières années du groupe.
La compilation est sortie en version CD, DVD et double 10" vinyle. La version en DVD contient deux disques. Le premier disque est un documentaire sur les dix premières années du groupe. Le deuxième disque contient les vidéos de tous les singles depuis Caught by the Fuzz jusqu'à Kiss of Life et comporte les options de commentaire du réalisateur et paroles de karaoké. La compilation a atteint la quatrième position dans les charts britanniques. Aux États-Unis, la version CD a été vendue avec un bonus CD de douze chansons live et acoustiques. 
John Cornfield a enregistré et mixé les deux nouveaux morceaux (Kiss of Life et Bullet) figurant sur l'album à Sphere Studios.

## Titres
| No  | Titre                  | Durée |
| --- | ---------------------- | ----- |
| 1.  | Caught by the Fuzz     | 2:19  |
| 2.  | Pumping on Your Stereo | 3:20  |
| 3.  | Alright                | 3:03  |
| 4.  | Moving                 | 4:27  |
| 5.  | Richard III            | 3:21  |
| 6.  | Grace                  | 2:32  |
| 7.  | Late in the Day        | 4:47  |
| 8.  | Seen the Light         | 2:27  |
| 9.  | Mansize Rooster        | 2:40  |
| 10. | Sun Hits the Sky       | 4:54  |
| 11. | Kiss of Life           | 4:03  |
| 12. | Mary                   | 4:02  |
| 13. | Going Out              | 4:16  |
| 14. | Lenny                  | 2:42  |
| 15. | Bullet                 | 2:32  |
| 16. | It's Not Me            | 2:57  |
| 17. | Rush Hour Soul         | 2:56  |
| 18. | Strange Ones           | 3:59  |
| 19. | Lose It                | 2:39  |
| 20. | Time                   | 3:14  |
| 21. | Wait for the Sun       | 4:08  |

Les pistes 1, 3, 9, 14, 18 19 et 20 sont tirées du premier album, I Should Coco (1995). Les pistes 5, 7, 10, 13, 16 et 21 sont tirées de leur deuxième opus, In It for the Money (1997). Les pistes 2, 4 et 12 sont tirées de leur troisième album Supergrass (1999). Les pistes 6, 8 et 17 sont tirées de l'album suivant, Life On Other Planets (2002). Enfin, la piste 11, Kiss of Life est le seul single de cet album, et est, au même titre que la piste 15, Bullet, face B de St Petersburg, une chanson inédite parue en 2004.